# Aranyszőrű fürkészcincér
Az aranyszőrű fürkészcincér (Necydalis ulmi) a cincérfélék családjába tartozó, Európában honos, lombos fákon élő bogárfaj. 

## Megjelenése
Az aranyszőrű fürkészcincér testhossza 18-35 mm. Testalkata karcsú, megnyúlt. Szárnyfedői csökevényesek, a potrohnak kevesebb mint a negyedét takarják. Alapszíne fekete, szárnyfedői és lábai sárgák, de a hátulsó combok és lábszárak vége fekete; a szárnyfedők csúcsszegélye barna. A hím potrohának első szelvénye oldalt és a végén, a második és harmadik egészen vörös, a nőstény potrohának 1-3. szelvénye csak a hátulsó szélén vöröses. Az előtor harántbarázdáit sűrű aranysárga szőrök fedik. A hímek ötödik haslemeze egész hosszában mélyen és szélesen bemélyedt. 

## Elterjedése és életmódja
Európában honos a Pireneusoktól egészen a Kaukázusig. Magyarországon nagyon ritka, többek között Sopron környékén ismertek állományai. 
Lárvája különféle lombos fák (elsősorban bükk, csertölgy és vadgesztenye, de szil, gesztenye, gyertyán, ostorfa, stb. is) élő törzsének odvaiban él, ahol a faanyagot a terülő rozsdástapló vagy a vékony rozsdástapló gombafonalai szövik át. Fejlődése 3-4 évig tart. Az imágó júniustól augusztusig rajzik, és általában a fák lombján, a tápnövényén található, vagy sérült, beteg fákon tartózkodik. 
Magyarországon védett, természetvédelmi értéke 50 000 Ft.

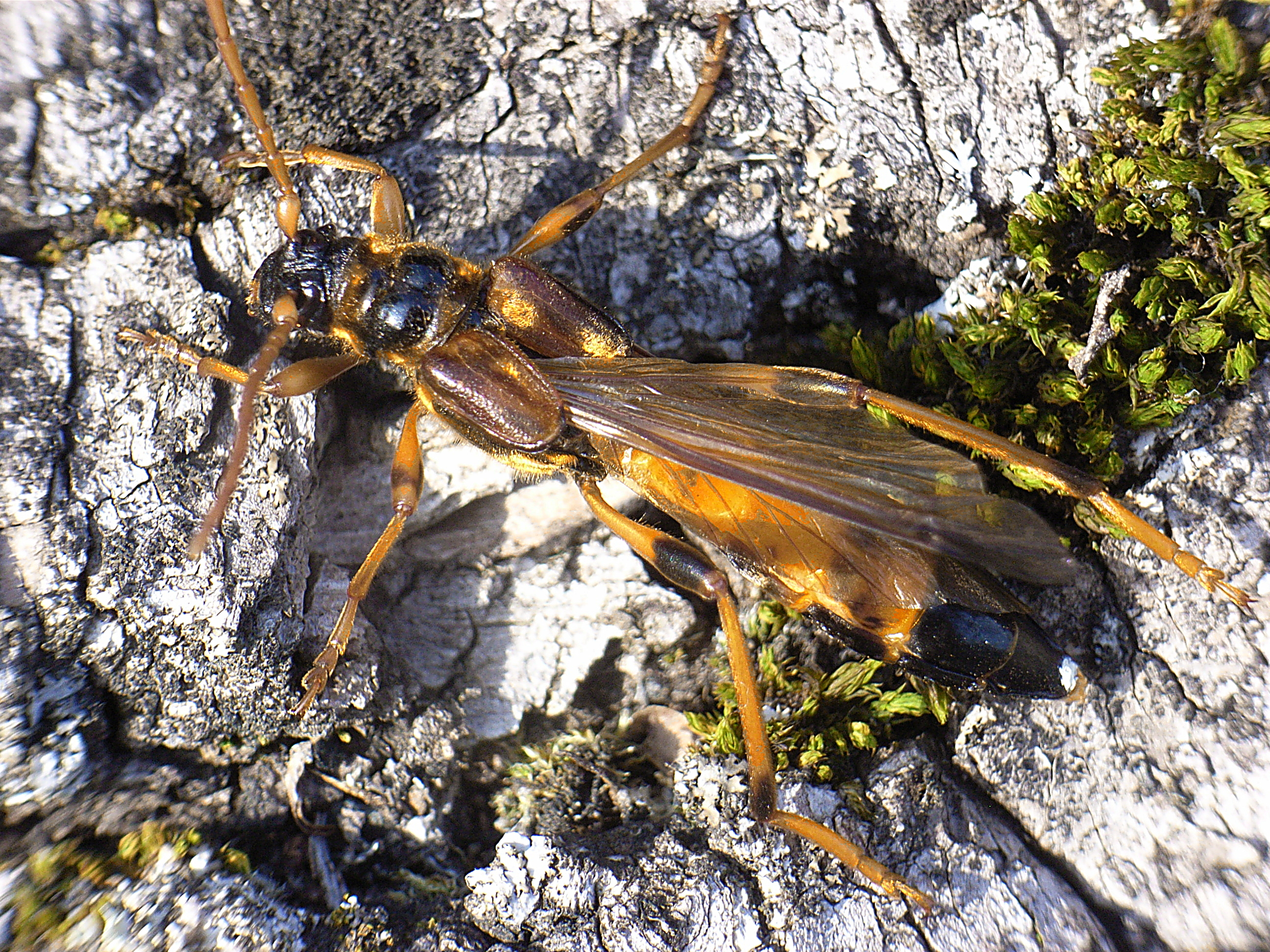
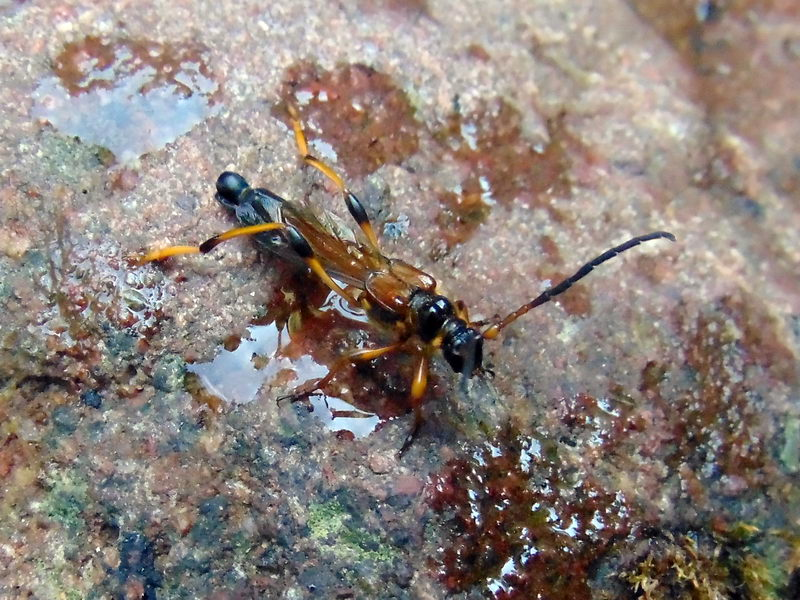
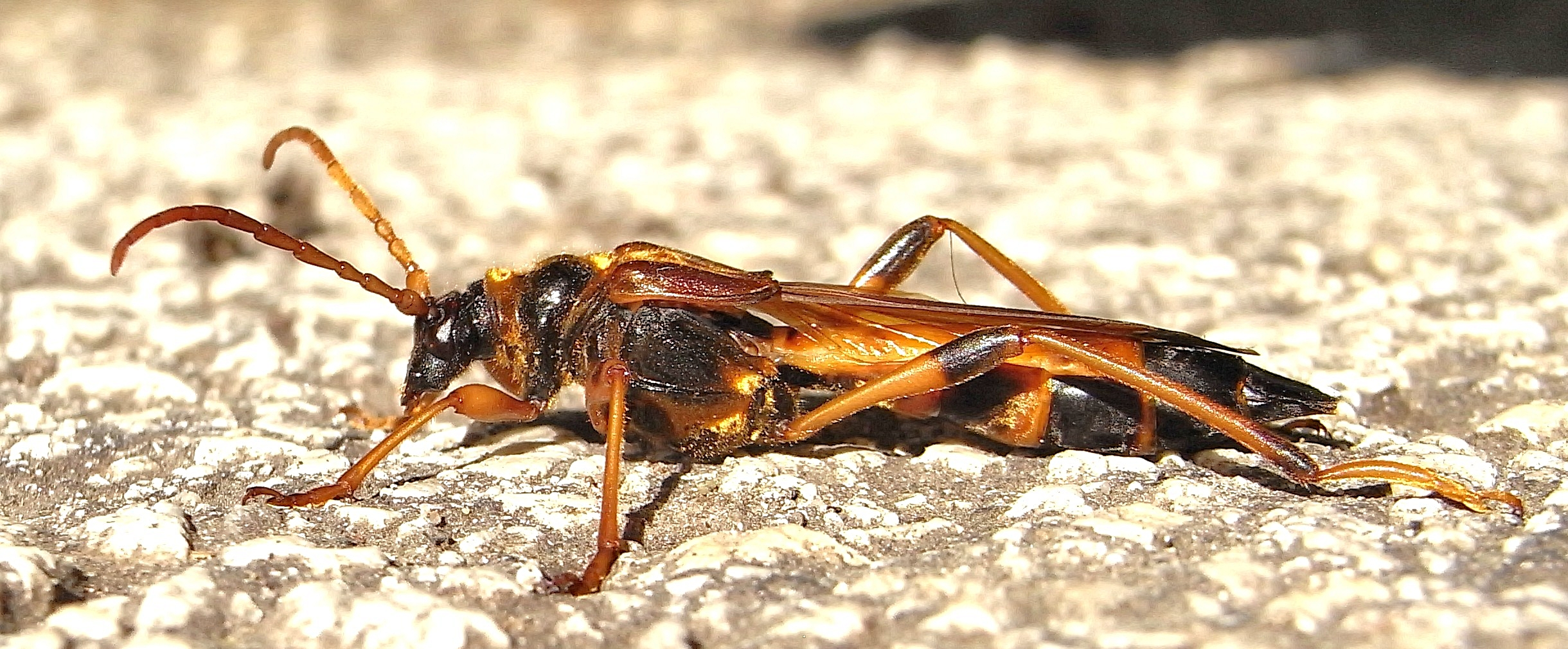
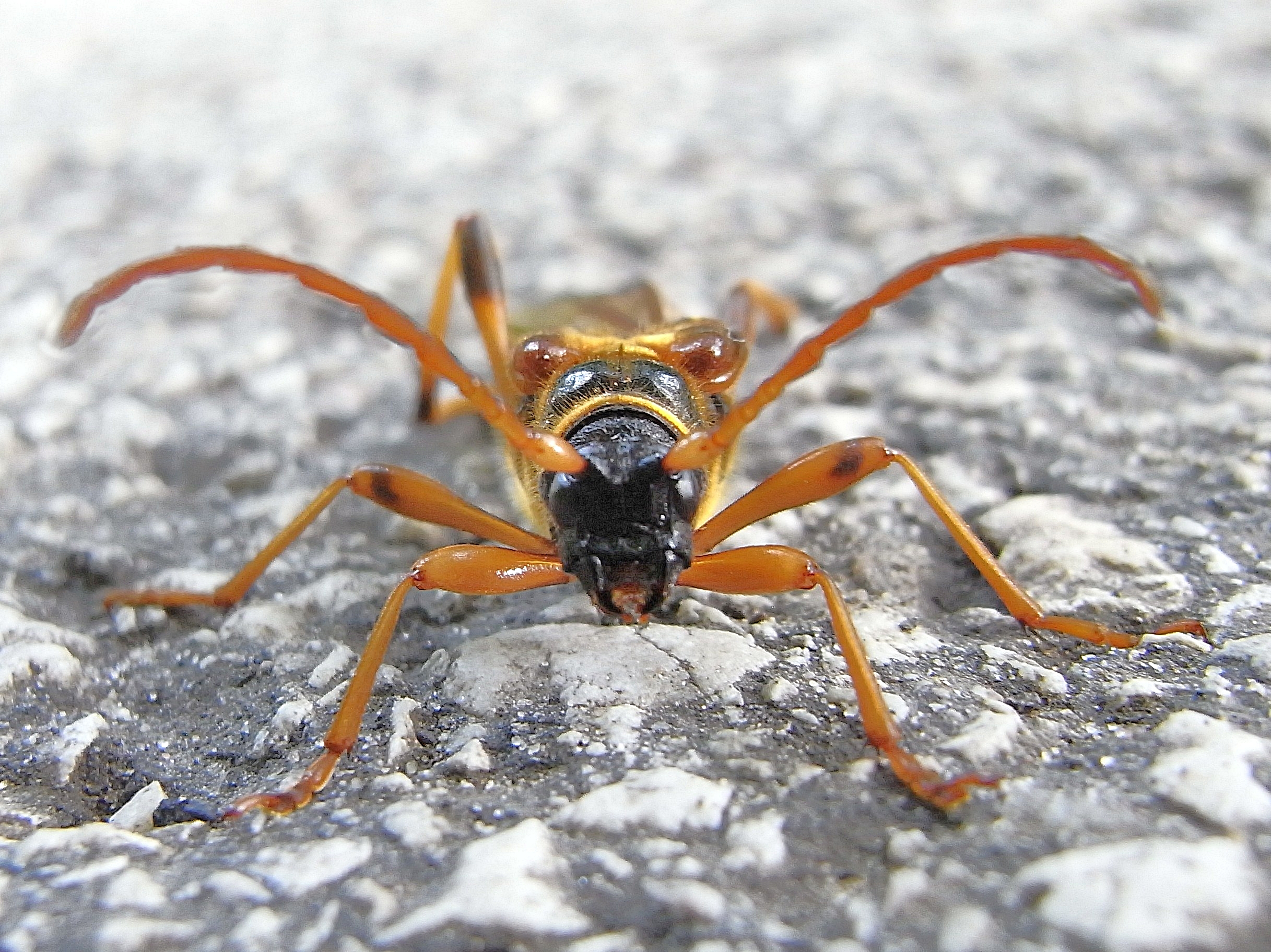